# Daniel Mogoșanu
Daniel Mogoșanu (n. 1 decembrie 1967) este un fost un fotbalist român cu 2 selecții la Naționala României. Acesta a jucat la Universitatea Craiova, unde a câștigat 3 trofee (2 Cupe ale României și 1 în campionat). Acesta a jucat și la FC Argeș, unde în 4 ani a reușit alături de echipa sa, să ajungă pe una din pozițiile de sus, fiind o reușită remarcabilă pentru fotbalul argeșean. A jucat în Champions League și Europa League și a fost convocat în lotul României pentru Mondialul din 94' din SUA. A fost antrenorul principal al echipei de fotbal FC Universitatea Craiova la debutul sezonului 2009 - 2010 al Ligii I. După șapte etape, fiind înlocuit cu Eugen Neagoe, Mogoșanu a preluat conducerea tehnică a echipei secunde a clubului. În 2016 a preluat conducerea Universitatii Craiova unde a fost aproape să reușească o calificare miraculoasă în Europa League. În 2017 a câștigat Liga Elitelor U 17 cu formația de juniori a Clubului. În prezent este Selecționerul Naționalei U17 (2002).

## Evoluție

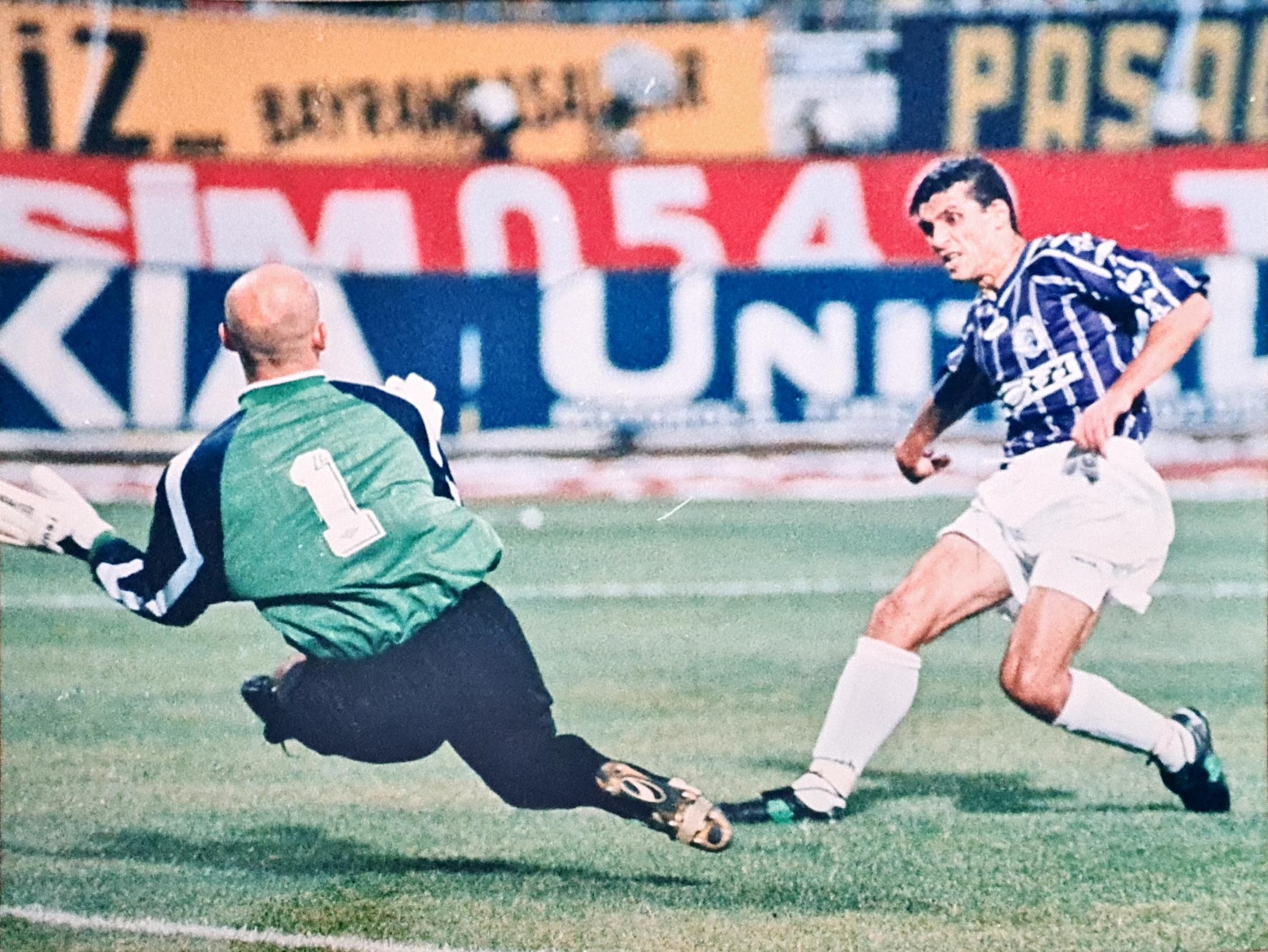
Daniel Mogoșanu - FC Arges

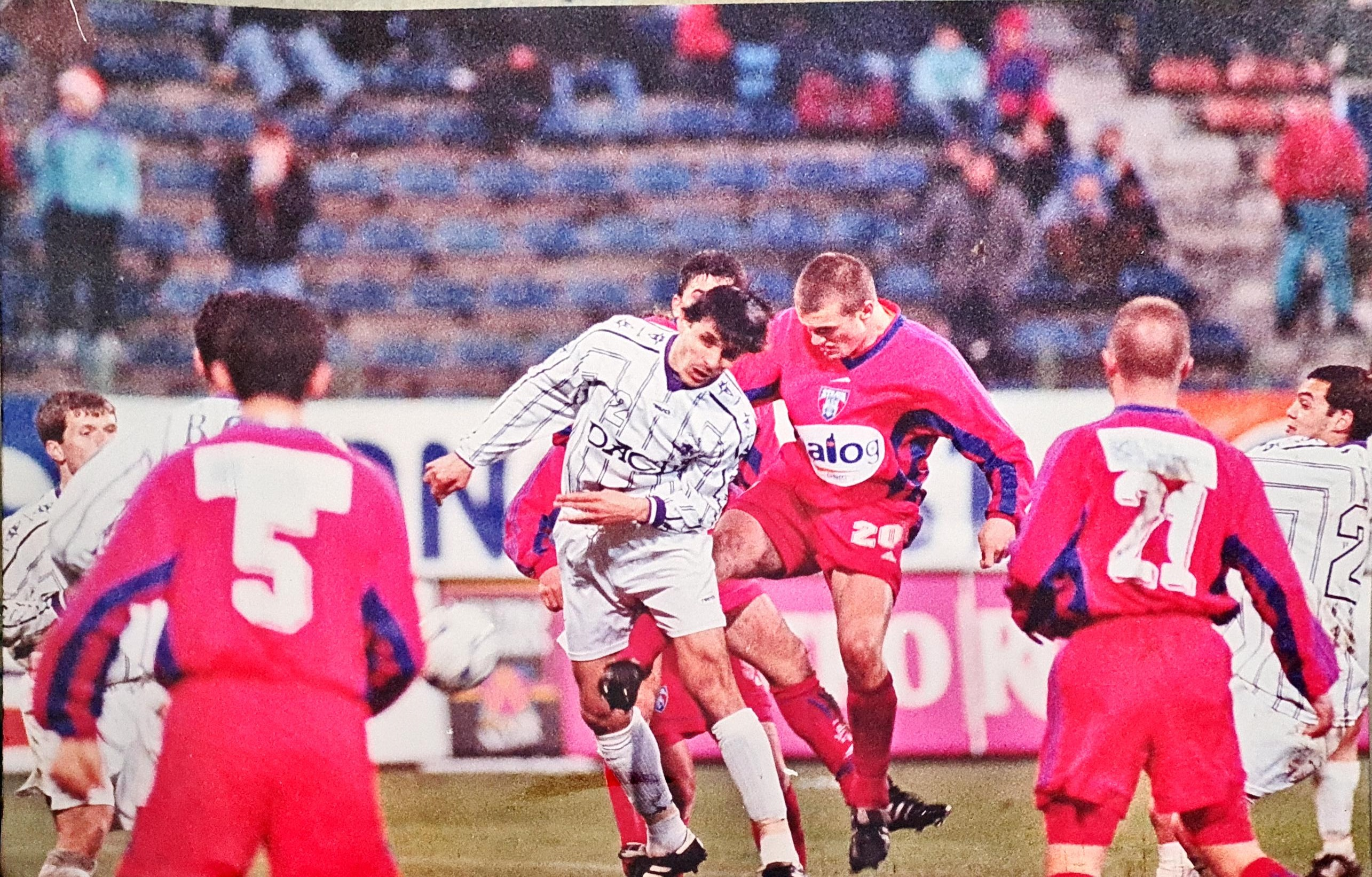
Daniel Mogoșanu - FC Arges - Steaua

Daniel Mogoșanu și-a început cariera ca profesionist la FCM Carcal, împrumutat de Universitatea Craiova. 
-în 1988 A jucat la FCM Caracal ca junior la echipa din Divizia B
-1989-1995: Debutul în Divizia A. Daniel Mogoșanu nu își face tocmai un debut cum dorește, acesta marcând un gol în propria poartă. Acesta a evoluat titular tot sezonul. Un an mai târziu, în anul 1990-1991 Daniel Mogoșanu reușește eventul alături de Universitatea Craiova, iar cele două titluri naționale, duc oltenii după ani în Cupa UEFA, respectiv Cupa Campionilor. Întâlnirea cu Paris Saint-Germain îi scoate pe juveți din Cupele europene. În acest sezon fundasul Universității reușește 3 goluri. În 1992 Craiova pierde Cupa României, dar ocupă locul 3, iar în anul 1993 Universitatea Craiova câștigă o nouă Cupă a României. În anul 1995 părăsește Universitatea Craiova pentru un an.
-1995: Daniel Mogoșanu este titular la echipa din Galați, fiind ales și jucătorul campionatului pe postul de fundaș dreapta.
-1996-2001: Daniel Mogoșanu ajunge la FC Argeș, unde aici fotbalul argeșean era într-o perioadă de reconstrucție. În anul 1998 FC Argeș se califică în UEFA CUP. Aici vor întâlni Dinamo Baku, Istanbulspor, dar vor fi eliminați de Celta Vigo.

## Palmares
- Divizia A (1): 1990-1991
- Cupa României (2): 1990-1991, 1992-1993